# Lenbe (ort)
Lenbe är en ort i Haiti.   Den ligger i departementet Nord, i den norra delen av landet, 130 km norr om huvudstaden Port-au-Prince. Lenbe ligger 34 meter över havet och antalet invånare är 32 645.

## Terräng och klimat
Terrängen runt Lenbe är huvudsakligen kuperad, men den allra närmaste omgivningen är platt. Runt Lenbe är det tätbefolkat, med 331 invånare per kvadratkilometer. Lenbe är det största samhället i trakten. Omgivningarna runt Lenbe är en mosaik av jordbruksmark och naturlig växtlighet.